# Aloguinsan
Aloguinsan ist eine philippinische Stadtgemeinde der 4. Einkommensklasse in der Provinz Cebu. Sie hat 32.100 Einwohner (Zensus 1. August 2015).
Die Gemeinde liegt an der Westküste der Insel Cebu, ca. 73 km südwestlich von Cebu City und ist über die Küstenstraße via Toledo City erreichbar. Ihre Nachbargemeinden sind Pinamungahan im Norden, San Fernando und Carcar City im Osten und Barili im Süden. Westlich der Gemeinde liegt die Insel Negros, von der sie durch die Tanon-Straße getrennt wird.

## Baranggays
Aloguinsan ist politisch in 15 Baranggays unterteilt:
- Angilan
- Bojo
- Bonbon
- Esperanza
- Kandingan
- Kantabogon
- Kawasan
- Olango
- Poblacion
- Punay
- Rosario
- Saksak
- Tampa-an
- Toyokon
- Zaragosa